# Serixia aureovittata
Serixia aureovittata là một loài bọ cánh cứng trong họ Cerambycidae.